# Бурбино (Полтавская область)
Бурбино (укр. Бурбине) — село Пузыревского сельсовета Семёновского района Полтавской области Украины.
Код КОАТУУ — 5324586703. Население по переписи 2001 года составляло 218 человек.

## История
На карте 1812 года как Бурбова
Приписана к Гавриловской церкви в Хильковке

## Географическое положение
Село Бурбино находится между сёлами Василяки и Хильковка (Хорольский район) (1,5 км).